# Auszeichnungen der Basketball-Bundesliga
Die Auszeichnungen der Basketball-Bundesliga werden am Ende jeder Saison in verschiedenen Kategorien an die besten Spieler der vergangenen Spielzeit verliehen. Der beste Spieler der regulären Spielzeit (Hauptrunde) wird als Most Valuable Player (kurz: MVP) bezeichnet. Neben den Ehrungen für die Spieler gibt es auch eine Auszeichnung für den Trainer des Jahres. Weiterhin werden die am Ende der Saison in einer der wichtigen Statistik-Kategorien vorne liegenden Spieler ausgezeichnet.

## Auszeichnungen

### Ehrungen / Most Valuable Player
Die Wahl für diese Auszeichnungen wird durch ein Expertengremium mittels eines Punktesystems vorgenommen. Das Expertengremium besteht aus den 18 Head Coaches und Mannschaftskapitänen der Bundesliga-Klubs sowie ausgewählten Medienvertretern aus ganz Deutschland (derzeit circa 30 Sportjournalisten). Über die gesamte Saison wird dabei nach jedem Spieltag gewertet. Am Ende der Saison hat derjenige Spieler die Auszeichnung gewonnen, der mit den meisten Punkten bewertet wurde. Dabei werden derzeit insgesamt acht Auszeichnungen verliehen, drei MVP-Ehrungen sowie fünf weitere Auszeichnungen.
1. Spieler des Jahres: MVP der regulären Saison
2. Finals MVP: MVP der Finalserie
3. All-Star Game MVP: MVP des All-Star Games
4. Bester deutscher Nachwuchsspieler (unter 22 Jahren)
5. Most Likeable Player: Beliebtester Spieler der Saison (Pascal Roller Award)
6. Trainer des Jahres
7. Bester Offensivspieler der Saison
8. Bester Verteidiger der Saison

Ehemalige Auszeichnungen:
1. Most Improved Player: Am meisten verbesserter Spieler der Saison (Bis zur Saison 2014/15)

Zur Saison 2010/11 gab es einige Änderungen: Zuvor wurden noch die Auszeichnungen für den Topscorer der Hauptrunde sowie den Führenden in der Statistik Dreipunktewürfe pro Spiel vergeben. Der Newcomer of the Year wurde in Most Improved Player of the Year umbenannt. Der „beste Nachwuchsspieler unter 22 Jahren“ ist gleichzusetzen mit dem Rookie of the Year in der NBA, wobei man diese Auszeichnung auch häufiger als einmal erlangen kann, sofern man die Altersbeschränkung (zu Beginn der Saison unter 22 Jahre alt) erfüllt hat.

### Statistik Leader
Außerdem werden am Ende der Saison die Spieler ausgezeichnet, die in der vergangenen Saison eine der sechs gängigen Basketball-Statistiken angeführt haben.
1. PPG (Points per Game / Punkte pro Spiel)
2. RPG (Rebounds per Game / Rebounds pro Spiel)
3. APG (Assists per Game / Assists pro Spiel)
4. SPG (Steals per Game / Steals pro Spiel)
5. BPG (Blocks per Game / Blocks pro Spiel)
6. Player Efficiency Rating

### All-First-/All-Second-Team
Des Weiteren wird ein virtuelles Team zusammengestellt, das die besten Spieler der Saison auf den jeweiligen Positionen enthält.

## Preisträger vergangener Spielzeiten

### Ehrungen vergangener Spielzeiten
| Saison    | Spieler des Jahres        | All-Star Game MVP  | Finals MVP                                               | Bester (deutscher) Nachwuchsspieler                      | Most Likeable Player                                     | Trainer des Jahres                                       | Bester Offensivspieler                                   | Bester Verteidiger                                       | Most Improved Player |
| --------- | ------------------------- | ------------------ | -------------------------------------------------------- | -------------------------------------------------------- | -------------------------------------------------------- | -------------------------------------------------------- | -------------------------------------------------------- | -------------------------------------------------------- | -------------------- |
| 1993/94   | Teoman Alibegović         | -                  | -                                                        | -                                                        | -                                                        | -                                                        | -                                                        | -                                                        | -                    |
| 1994/95   | Michael Koch              | -                  | -                                                        | -                                                        | -                                                        | -                                                        | -                                                        | -                                                        | -                    |
| 1995/96   | Henrik Rödl               | Teoman Alibegović  | -                                                        | -                                                        | -                                                        | -                                                        | -                                                        | -                                                        | -                    |
| 1996/97   | Wendell Alexis            | Siniša Kelečević   | -                                                        | -                                                        | -                                                        | -                                                        | -                                                        | -                                                        | -                    |
| 1997/98   | Wendell Alexis            | Wendell Alexis     | -                                                        | -                                                        | -                                                        | -                                                        | -                                                        | -                                                        | -                    |
| 1998/99   | Dirk Nowitzki             | Wendell Alexis     | -                                                        | -                                                        | -                                                        | -                                                        | -                                                        | -                                                        | -                    |
| 1999/2000 | Wendell Alexis            | Olumide Oyedeji    | -                                                        | -                                                        | -                                                        | -                                                        | -                                                        | -                                                        | -                    |
| 2000/01   | Mark Miller               | John Best          | -                                                        | -                                                        | -                                                        | -                                                        | -                                                        | -                                                        | -                    |
| 2001/02   | Wendell Alexis            | Reggie Bassette    | -                                                        | Marcus Goree                                             | -                                                        | Emir Mutapčić                                            | -                                                        | -                                                        | -                    |
| 2002/03   | Jovo Stanojević           | Carl Brown         | -                                                        | Szymon Szewczyk                                          | -                                                        | Dirk Bauermann                                           | -                                                        | Quadre Lollis                                            | Steffen Hamann       |
| 2003/04   | Pascal Roller             | Rimantas Kaukėnas  | -                                                        | Aleksandar Ćapin                                         | -                                                        | Dirk Bauermann                                           | Bjorn Aubre McKie                                        | Oluoma Nnamaka                                           | Demond Greene        |
| 2004/05   | Chuck Eidson              | Denis Wucherer     | Chris A. Williams                                        | Koko Archibong                                           | -                                                        | Stefan Koch                                              | Chuck Eidson                                             | Matej Mamić                                              | Anton Gavel          |
| 2004/05   | Chuck Eidson              | Denis Wucherer     | Chris A. Williams                                        | Koko Archibong                                           | -                                                        | Stefan Koch                                              | Chuck Eidson                                             | Koko Archibong                                           | Anton Gavel          |
| 2005/06   | Jovo Stanojević           | Brian Brown        | Immanuel McElroy                                         | Anton Gavel                                              | Matej Mamić                                              | Šarūnas Sakalauskas                                      | Andrew Wisniewski                                        | Koko Archibong                                           | Andrew Wisniewski    |
| 2006/07   | Jerry Green               | Demond Mallet      | Casey Jacobsen                                           | Nicolai Simon                                            | Darius Hall                                              | Silvano Poropat                                          | Casey Jacobsen                                           | Immanuel McElroy                                         | Je’Kel Foster        |
| 2007/08   | Julius Jenkins            | Julius Jenkins     | Julius Jenkins                                           | Philipp Schwethelm                                       | John Bowler                                              | Achim Kuczmann                                           | Julius Jenkins                                           | Immanuel McElroy                                         | Bobby Brown          |
| 2008/09   | Jason Gardner             | Darren Fenn        | Rickey Paulding                                          | Per Günther                                              | Rickey Paulding                                          | John Patrick                                             | Julius Jenkins                                           | Immanuel McElroy                                         | Roderick Trice       |
| 2009/10   | Julius Jenkins            | Chris Ensminger    | Casey Jacobsen                                           | Tibor Pleiß                                              | Pascal Roller                                            | John Patrick                                             | Julius Jenkins                                           | Immanuel McElroy                                         | Taylor Rochestie     |
| 2010/11   | DaShaun Wood              | Kyle Hines         | Kyle Hines                                               | Tibor Pleiß                                              | Kyle Hines                                               | Chris Fleming                                            | DaShaun Wood                                             | Immanuel McElroy                                         | Philip Zwiener       |
| 2011/12   | John Bryant               | John Bryant        | P. J. Tucker                                             | Maik Zirbes                                              | Per Günther                                              | Thorsten Leibenath                                       | DaShaun Wood                                             | Anton Gavel                                              | Maik Zirbes          |
| 2012/13   | John Bryant               | John Bryant        | Anton Gavel                                              | Dennis Schröder                                          | Per Günther                                              | Sebastian Machowski                                      | John Bryant                                              | Anton Gavel                                              | Dennis Schröder      |
| 2013/14   | Malcolm Delaney           | Isaiah Swann       | Malcolm Delaney                                          | Daniel Theis                                             | Per Günther                                              | Silvano Poropat                                          | Darius Adams                                             | Cliff Hammonds                                           | Danilo Barthel       |
| 2014/15   | Jamel McLean              | Brad Wanamaker     | Brad Wanamaker                                           | Johannes Voigtmann                                       | Per Günther                                              | Saša Obradović                                           | D. J. Kennedy                                            | Cliff Hammonds                                           | Johannes Voigtmann   |
| 2015/16   | Brad Wanamaker            | Per Günther        | Darius Miller                                            | Paul Zipser                                              | Per Günther                                              | Gordon Herbert                                           | Quantez Robertson                                        | Brad Wanamaker                                           | -                    |
| 2016/17   | Raymar Morgan             | Philipp Schwethelm | Fabien Causeur                                           | İsmet Akpınar                                            | Rickey Paulding                                          | Thorsten Leibenath                                       | Raymar Morgan                                            | Daniel Theis                                             | -                    |
| 2017/18   | Luke Sikma                | Peyton Siva        | Danilo Barthel                                           | Andreas Obst                                             | Rickey Paulding                                          | Aíto García Reneses                                      | Philip Scrubb                                            | Yorman Polas Bartolo                                     | -                    |
| 2018/19   | Will Cummings             | İsmet Akpınar      | Nihad Đedović                                            | Franz Wagner                                             | Rašid Mahalbašić                                         | Pedro Calles                                             | John Bryant                                              | Yorman Polas Bartolo                                     | -                    |
| 2019/20   | Marcos Knight             | -                  | wegen coronabedingter Saisonunterbrechung nicht vergeben | wegen coronabedingter Saisonunterbrechung nicht vergeben | wegen coronabedingter Saisonunterbrechung nicht vergeben | wegen coronabedingter Saisonunterbrechung nicht vergeben | wegen coronabedingter Saisonunterbrechung nicht vergeben | wegen coronabedingter Saisonunterbrechung nicht vergeben | -                    |
| 2020/21   | Jaleen Smith              | -                  | Jayson Granger                                           | Justus Hollatz                                           | Paul Zipser                                              | John Patrick                                             | Trae Bell-Haynes                                         | Yorman Polas Bartolo                                     | -                    |
| 2021/22   | Parker Jackson-Cartwright | -                  | Johannes Thiemann                                        | Justus Hollatz                                           | -                                                        | Tuomas Iisalo                                            | TJ Shorts II                                             | Justin Simon                                             | -                    |
| 2022/23   | TJ Shorts II              | -                  | Yago dos Santos                                          | Malte Delow                                              | -                                                        | Tuomas Iisalo                                            | DeWayne Russell                                          | Selom Mawugbe                                            | -                    |
| 2023/24   | Otis Livingston II        | -                  | Carsen Edwards                                           | Johann Grünloh                                           | -                                                        | Rodrigo Pastore                                          | Otis Livingston II                                       | Javon Bess                                               | -                    |

### Statistik-Leader vergangener Spielzeiten
| Saison  | Punkte                    | Rebounds             | Assists                  | Steals                | Blocks                   | Efficiency             |
| ------- | ------------------------- | -------------------- | ------------------------ | --------------------- | ------------------------ | ---------------------- |
| 2002/03 | Bjorn Aubre McKie 25,7    | Chris Ensminger 12,3 | Denis Wucherer 5,4       | Bjorn Aubre McKie 2,7 | Ajmal Basit 1,7          | Bjorn Aubre McKie 25,1 |
| 2003/04 | Bjorn Aubre McKie 23,2    | Chris Ensminger 10,9 | Michael-Hakim Jordan 6,9 | Narcisse Ewodo 2,0    | Tony Kitchings 1,4       | Denis Wucherer 20,0    |
| 2004/05 | Narcisse Ewodo 21,0       | Chris Ensminger 11,3 | Michael-Hakim Jordan 6,8 | Chuck Eidson 2,2      | Mike Bernhard 1,5        | Chris A. Williams 25,4 |
| 2005/06 | Andrew Wisniewski 21,4    | Bingo Merriex 10,3   | Brian Brown 5,2          | Gordon Geib 2,2       | David Dixon 1,4          | Tyray Pearson 18,8     |
| 2006/07 | Derrick Allen 17,0        | Jeff Gibbs 9,6       | Austen Rowland 6,0       | John Goldsberry 2,7   | D’or Fischer 2,6         | Jeff Gibbs 19,8        |
| 2007/08 | Tim Black 21,3            | Jeff Gibbs 9,4       | Zack Whiting 4,6         | Roderick Trice 1,8    | Michael-Malik Benton 1,9 | Derrick Allen 18,8     |
| 2008/09 | Omari Westley 15,9        | Jeff Gibbs 10,4      | Michael-Hakim Jordan 6,2 | Roderick Trice 2,7    | Ken Johnson 2,5          | Jeff Gibbs 18,9        |
| 2009/10 | Christopher Copeland 16,9 | Jeff Gibbs 9,3       | Louis Campbell 6,0       | Roderick Trice 2,4    | Tibor Pleiß 1,4          | Jeff Gibbs 19,0        |
| 2010/11 | DaShaun Wood 19,0         | John Bryant 10,9     | Branislav Ratkovica 7,4  | Kevin Hamilton 2,1    | Tibor Pleiß 1,8          | John Bryant 20,9       |
| 2011/12 | Bobby Brown 16,9          | John Bryant 9,4      | Jared Jordan 8,1         | Nate Linhart 1,7      | Tony Gaffney 1,8         | John Bryant 20,2       |
| 2012/13 | Davin White 17,2          | John Bryant 10,0     | Jared Jordan 8,0         | Quantez Robertson 1,9 | Dino Gregory 1,8         | John Bryant 20,6       |
| 2013/14 | Darius Adams 17,0         | Larry Gordon 7,6     | Jared Jordan 6,3         | Trévon Hughes 2,2     | D’or Fischer 2,7         | Angelo Caloiaro 17,24  |
| 2014/15 | D. J. Kennedy 18,0        | Jon Brockman 9,6     | Branislav Ratkovica 7,2  | David Bell 1,7        | Đorđe Pantelić 1,6       | D. J. Kennedy 18,3     |
| 2015/16 | Kyle Fogg 18,2            | Jon Brockman 9,2     | Jared Jordan 8,5         | Keaton Grant 1,9      | TaShawn Thomas 1,6       | Brian Qvale 18,7       |
| 2016/17 | Raymar Morgan 18,0        | Dyshawn Pierre 7,9   | Jared Jordan 7,8         | Quantez Robertson 2,6 | Julian Gamble 1,3        | Raymar Morgan 20,0     |
| 2017/18 | Philip Scrubb 19,6        | John Bryant 10,7     | Jared Jordan 6,4         | Retin Obasohan 2,0    | Julian Gamble 1,9        | John Bryant 24,1       |
| 2018/19 | Will Cummings 20,5        | John Bryant 10,2     | T. J. Bray 7,9           | Javonte Green 2,3     | Hassan Martin 2,1        | John Bryant 25,7       |
| 2019/20 | Scott Eatherton 17,7      | Scott Eatherton 8,2  | Jovan Novak 8,9          | Quantez Robertson 2,1 | Ian Hummer 2,0           | Scott Eatherton 22,2   |
| 2020/21 | Michał Michalak 20,5      | David Kravish 8,4    | Trae Bell-Haynes 7,2     | Alex Hamilton 1,9     | Philipp Hartwich 1,7     | David Kravish 21,1     |